# Dave Bickler
Dave Bickler, né le 31 mars 1953, est un chanteur américain. 
Il est connu pour être le premier chanteur de Survivor et pour avoir composé quelques morceaux pour le groupe. Il était présent dans le groupe lors de la sortie du  hit Eye of the Tiger.

## Biographie
Né dans le Dakota du Nord en 1953, Bickler est diplômé de la Benet Academy à Lisle (Illinois). Sa carrière commence lorsqu'il fait partie du groupe Jamestown Massacre, qui a enregistré son premier album durant l'année 1972. Le single Summer Sun entre dans le Billboard Top 100, ainsi que Easy Listening pendant l'été 1972. Bickler rencontre Jim Peterik dans le milieu des années 1970.
En 2009, il annonce la sortie de nouveaux morceaux sur son site internet et sur son Twitter. Ceux-ci sortiront le 28 septembre 2018, sur son premier album solo, Darklight.

## Avec Survivor
Bickler est connu pour être le chanteur de la fondation du groupe Survivor.
Survivor se fait connaître lorsque Sylvester Stallone leur demande de composer la bande sonore du film Rocky III : l’Œil du tigre. Le hit, Eye of the Tiger, aide beaucoup Survivor à atteindre la notoriété car, dès la première semaine de sortie du film, Eye of the Tiger est la chanson la plus écoutée.
Bickler quitte Survivor au cours de l'année 1983 après avoir développé des polypes sur ses cordes vocales. Ce problème requiert une chirurgie et Bickler perd sa voix pendant quelques mois. Bickler est en outre mécontent du salaire qu'il reçoit un an après la sortie du hit Eye of The Tiger. Après avoir quitté Survivor, Bickler chante pour plusieurs autres groupes.
Il revient dans Survivor en 1993 comme chanteur pour faire un album des meilleurs hits du groupe. Cet album comporte deux nouvelles compositions dont You Know Who You Are et Hungry Years. Bickler enregistre d’autres musiques avec Survivor dans l'espoir d'un nouvel album. Finalement, en raison de poursuites engagées contre Jimi Jamison, la sortie de ce nouvel album est annulée.
Bickler est à nouveau congédié au début de l’année 2000 après une brève série de dates de tournée. Le 1er avril 2000, il est annoncé que, pour la seconde fois, Jimi Jamison est le nouveau chanteur de Survivor.
Bickler est crédité de l’écriture de deux chansons de l'album de Survivor Reach : I Don't et One More Chance.
En 2013, une annonce est faite par certaines sources[Lesquelles ?] disant que le guitariste Frankie Sullivan a réussi à réunir les deux chanteurs connus du groupe, Dave Bickler et Jimi Jamison, en prévision d’une tournée. Malheureusement Jamison n'a pas le temps de faire cette tournée puisqu'il meurt brutalement le 1er septembre 2014.

## Publicité radio
Depuis 2000, Bickler continue son aventure en enregistrant des publicités. Bickler a participé à Les vrais héros américains réussies et Les vrais hommes de génie. Plus de cent de ces publicités ont été enregistrées et diffusées sur des stations de sport et de radio et autres événements pendant plus de dix ans. Un CD à partir des annonces Bud Light dont les droits ont été libérés a été vendu à plus de 100 000 exemplaires dans les trois premières semaines de sa sortie.

## Académie de Rock de New York
Dave Bickler est actuellement le porte-parole de l'Académie de Rock de New York à White Plains (New York).

## Discographie

### Avec Survivor
- Survivor (1979)
- Premonition (1981)
- Eye of the Tiger (1982)
- Caught in the Game (1983)
- Greatest Hits (1993)
- Fire Makes Steel Demos (1998)

### Solo
- Darklight (2018)